# Карате на літніх Олімпійських іграх 2020 — ката (жінки)
Змагання з карате у дисципліні ката серед жінок на Олімпійських іграх 2020 року відбулися 5 серпня 2021 року в Палаці бойових мистецтв Японії.

## Розклад
Вказано in local time (UTC+9).
| Дата                  | Час                           | Раунд |
| --------------------- | ----------------------------- | --- |
| Четвер, 5 серпня 2021 | 10:00 11:25 19:30 19:50 20:00 | Раунд на вибування Посівний раунд Поєдинки за бронзову медаль Поєдинок за золоту медаль Церемонія нагородження |

## Результати

### Раунд на вибування і посівний раунд
Група A
| Спортсменка                | 1-й ката | 2-й ката | Avg.  | Місце | 3-й ката | Місце | Кваліфікація                |
| -------------------------- | -------- | -------- | ----- | ----- | -------- | ----- | --------------------------- |
| Сандра Санчес (ESP)        | 27.26    | 27.60    | 27.43 | 1 Q   | 27.86    | 1 Q   | Поєдинок за золоту медаль   |
| Грейс Лау (HKG)            | 25.68    | 26.62    | 26.15 | 2 Q   | 26.40    | 2 q   | Поєдинок за бронзову медаль |
| Сакура Кокумай (USA)       | 25.42    | 26.08    | 25.75 | 3 Q   | 25.54    | 3 q   | Поєдинок за бронзову медаль |
| Ясмін Юттнер (GER)         | 24.42    | 24.16    | 24.29 | 4     | –        | –     |                             |
| Пулексенія Йованоска (MKD) | 23.80    | 24.00    | 23.90 | 5     | –        | –     |                             |

Група B
| Спортсменка              | 1-й ката | 2-й ката | Avg.  | Місце | 3-й ката | Місце | Кваліфікація                |
| ------------------------ | -------- | -------- | ----- | ----- | -------- | ----- | --------------------------- |
| Кійоу Сімідзу (JPN)      | 27.40    | 28.00    | 27.70 | 1 Q   | 27.86    | 1 Q   | Поєдинок за золоту медаль   |
| Вівіана Боттаро (ITA)    | 25.54    | 25.60    | 25.57 | 2 Q   | 26.46    | 2 q   | Поєдинок за бронзову медаль |
| Ділара Бозан (TUR)       | 24.46    | 25.06    | 24.76 | 3 Q   | 25.78    | 3 q   | Поєдинок за бронзову медаль |
| Александра Фераччі (FRA) | 24.32    | 24.48    | 24.40 | 4     | –        | –     |                             |
| Андреа Анакан (NZL)      | 23.46    | 23.78    | 23.62 | 5     | –        | –     |                             |

### Поєдинки за бронзову медаль
| 5 серпня 19:30 протокол |  | – |  |  |

|                 | Особисті матчі  |             |                    |  |
| Грейс Лау (HKG) | Грейс Лау (HKG) | 26.94–26.52 | Ділара Бозан (TUR) |  |
|                 |                 |             |                    |  |
|                 |                 |             |                    |  |
|                 |                 |             |                    |  |
|                 |                 |             |                    |  |

| 5 серпня 19:40 протокол |  | – |  |  |

|                      | Особисті матчі       |             |                       |  |
| Сакура Кокумай (USA) | Сакура Кокумай (USA) | 25.40–26.48 | Вівіана Боттаро (ITA) |  |
|                      |                      |             |                       |  |
|                      |                      |             |                       |  |
|                      |                      |             |                       |  |
|                      |                      |             |                       |  |

### Поєдинок за золоту медаль
| 5 серпня 19:50 протокол |  | – |  |  |

|                     | Особисті матчі      |             |                     |  |
| Сандра Санчес (ESP) | Сандра Санчес (ESP) | 28.06–27.88 | Кійоу Сімідзу (JPN) |  |
|                     |                     |             |                     |  |
|                     |                     |             |                     |  |
|                     |                     |             |                     |  |
|                     |                     |             |                     |  |